# 北塘虾酱
北塘虾酱起源于清朝，目前是中国天津市滨海新区北塘地区的一种传统民间小吃。北塘虾酱包括：“老北塘”家食白蝦醬、麻線蝦醬、對蝦頭醬、蔥辣脆蝦皮、蝦油、及各種蝦油小菜等，这些虾酱選用老北塘海口原始流域的特色蝦精製而成的。

## 相关链接
- 北塘